# Inhalateur à poudre

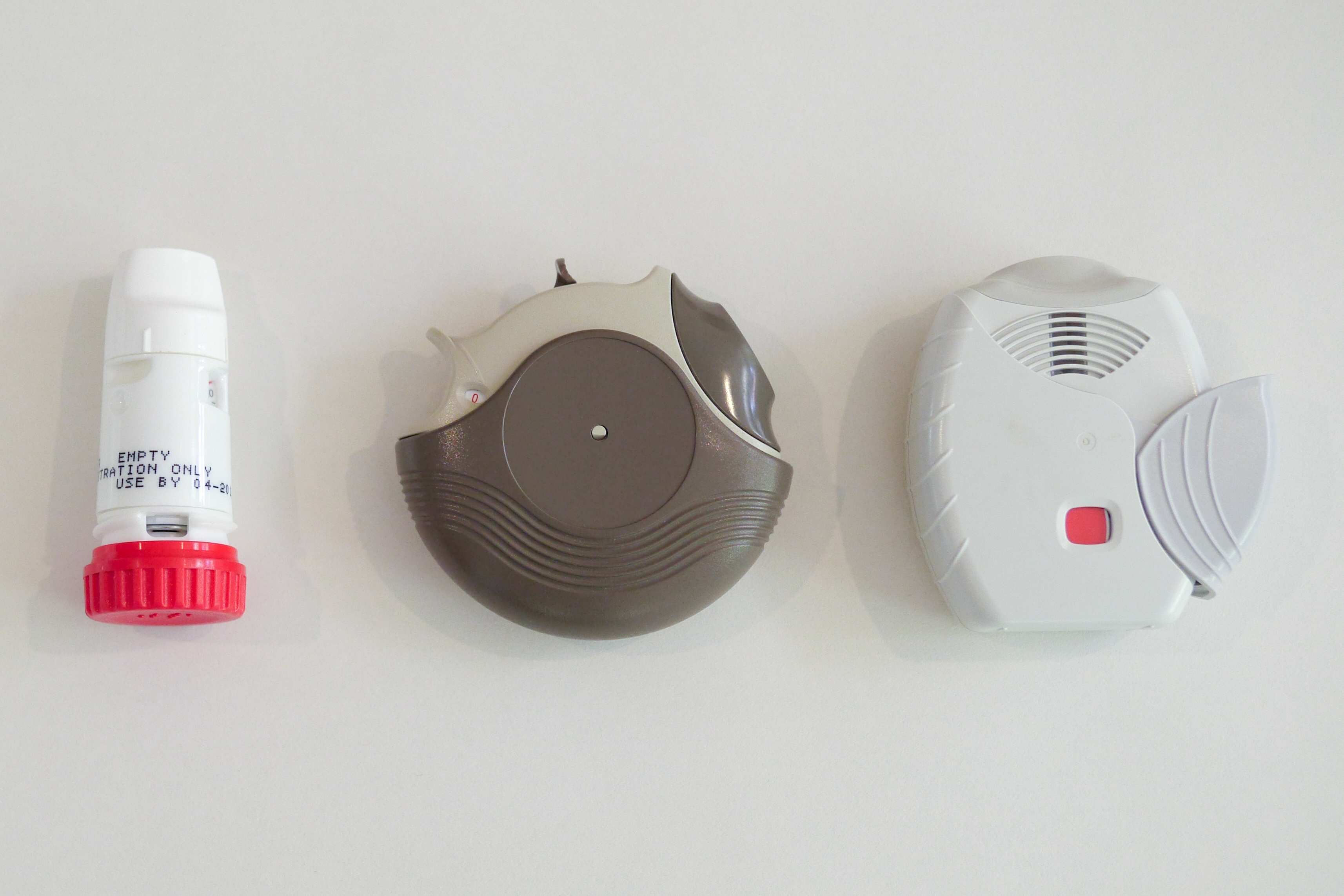
Trois types d'inhalateurs à poudre : Turbuhaler, Accuhaler et Ellipta.

Un inhalateur à poudre est un dispositif qui délivre des médicaments aux poumons sous la forme d'une poudre sèche.
Les inhalateurs à poudre sont couramment utilisés pour traiter les maladies respiratoires telles que l'asthme, les bronchites, l'emphysème et la BPCO, bien que ces dispositifs (tels que l' insuline inhalable ) aient également été utilisés dans le traitement du diabète sucré.
Les inhalateurs à poudre sont une alternative aux inhalateurs à base d'aérosols. Ils peuvent nécessiter une procédure pour permettre au patient de prendre une dose mesurée de poudre. Le médicament est généralement soit conservé dans une capsule pour un chargement manuel soit déjà mis à l'intérieur de l'inhalateur. Une fois chargé ou actionné, l'opérateur met l'embout buccal de l'inhalateur dans sa bouche et prend une inspiration forte et profonde (assurant ainsi que le médicament atteint les parties inférieures des poumons), en retenant son souffle pendant 5 à 10 secondes. Il existe une variété de ces appareils. La dose qui peut être délivrée en une seule inspiration est généralement inférieure à quelques dizaines de milligrammes, car des doses de poudre plus importantes peuvent provoquer une toux .
La plupart de ces inhalateurs s'appuient sur la force de l'inhalation du patient pour entraîner la poudre hors de l'appareil et ensuite la décomposer en particules suffisamment petites pour atteindre les poumons. Pour cette raison, des débits inspiratoires insuffisants du patient peuvent entraîner une réduction de la dose administrée et une désagrégation incomplète de la poudre, entraînant des performances insatisfaisantes du dispositif. Ainsi, la plupart des inhalateurs à poudre demandent un effort inspiratoire minimum nécessaire pour une utilisation correcte, et c'est pour cette raison que ces dispositifs ne sont normalement utilisés que chez les enfants plus âgés et les adultes.

## Utilisation de l'inhalateur
Bien que les Inhalateurs à poudre soient couramment utilisés dans le traitement des troubles pulmonaires, leur utilisation nécessite une certaine dextérité pour effectuer les étapes séquentielles requises pour leur application. L'achèvement incorrect d'une ou de plusieurs étapes de leur utilisation peut réduire considérablement la dose administré et sa désagrégation, et par conséquent, son efficacité et sa sécurité. De nombreuses études ont démontré qu'entre 50 et 100% des patients n'utilisent pas correctement leurs dispositifs inhalateurs (quel qu'il soit leur type), et que souvent ils l'ignorent,. Une technique d'inhalateur incorrecte a été associée à des résultats moins bons.

## Lactose
Certains inhalateurs de poudre utilisent du lactose pour: 
1. Porter les fines particules du principe actif (qui doivent être fines pour atteindre leur cible)
2. Améliore la fluidité de la poudre pendant la fabrication et facilite la manipulation
3. Agir comme agent gonflant
4. Aide à l'absorption de poudre de l'appareil pendant l'inhalation et l'aérosolisation

Il a été suggéré qu'un tel lactose peut être nocif pour les personnes intolérantes au lactose  et certains médecins conseillent aux patients de ne pas utiliser des inhalateurs en contenant , pour minimiser le risque de réactions d'hypersensibilité.

## Stockage
Les inhalateurs à poudre doivent être conservés dans un endroit sec à une température ne dépassant pas 25 °C et une humidité relative comprise entre 40 et 50% dans un emballage scellé, car l'exposition de la poudre à l'humidité dégrade la capacité de l'appareil à disperser ses médicaments sous forme de poudre fine lors de l'inhalation. Certains médicaments nécessitent également une protection contre la lumière.

## Voir également
- Inhalateur
- Nébuliseur